# Kimani Maruge
Kimani Nganga Maruge (1920 - 14 agost de 2009, Kenya) és conegut per ser l'escolar més vell del món i així apareix al Guinness World Records; Kimani Maruge es va matricular en primer grau el 12 de gener de 2004 a l'edat de 84 anys. Per aquest motiu l'ONU el va escollir com a imatge per promoure l'educació gratuïta i universal. Malgrat que no tenia documents per saber amb precisió la seva edat, Maruge es creu que va néixer el 1920.
Maruge assistir a l'escola primària Kapkenduiywo a Eldoret, Kenya. Maruge explicà que va ser l'anunci del govern promovent l'educació primària universal i gratuïta difós el 2003 el que el va impulsar a matricular-se. El 2005 Maruge, que era un estudiant model, va ser triat delegat pels nens de l'escola. El setembre de 2005, Maruge va pujar a un avió per primera vegada a la vida, i es va dirigir a Nova York per assistir a la cimera de les Nacions Unides per al Desenvolupament del Mil·lenni sobre la importància de l'educació primària gratuïta.
La propietat de Maruge va ser robada durant els anys 2007-2008 a causa de la violència postelectoral a Kènia, i va pensar a deixar l'escola. A principis de 2008 va viure en un camp de refugiats a 4 km. de la seva escola, on es convertí en una petita celebritat, i encara assistia a classes tots els dies. El juny de 2008, es traslladà a la capital, Nairobi. El juny de 2008, Maruge es va veure obligat a retirar-se de l'escola i a traslladar-se a una casa de retir per a jubilats. No obstant això, poc després, el 10 de juny de 2008, Maruge s'inscriu novament en el 6è grau a l'escola primària Marura, situada a l'àrea de Kariobangi, a Nairobi.
Es va filmar una pel·lícula sobre Kimani Maruge, protagonitzada per Oliver Litondo i Naomie Harris titulada The First Grader, la qual va ser estrenada el 13 de maig de 2011. La pel·lícula de producció britànica va ser filmada en paisatges a la Vall del Rift a Kenya, tot i el plantejament anterior per ser filmada a Sud-àfrica. Justin Chadwick va dir: "Podríem haver filmat a Sud-àfrica, però Kenya, té una energia increïble, inexplicable, inherent als nens i a les persones sobre les que estàvem fent la pel·lícula".
El diumenge 24 de maig de 2009, Maruge va ser batejat a l'església catòlica de la Santíssima Trinitat a Kariobangi, i va rebre un nom cristià, Stephen. Ja per aquesta època Stephen Maruge es traslladava en cadira de rodes. Maruge era vidu i besavi (dos dels seus 30 nets van assistir a la mateixa escola que ell). Maruge havia combatut en l'aixecament Mau Mau contra els colonitzadors britànics en la dècada de 1950.
Maruge va morir el 14 d'agost de 2009 de càncer d'estómac, a la Casa per a Gent Gran de Cheshire, a Nairobi. Va ser enterrat a la seva granja, a Subukia.